# Diosvelis Guerra
Diosvelis Alejandro Guerra Santiesteban est un footballeur international cubain, né le 21 mai 1989, à San Antonio de los Baños, dans la Province d'Artemisa. Il évolue au poste de gardien de but.

## Biographie

### Carrière en sélection
Figurant dans le groupe des sélectionnés lors de la Gold Cup 2013 en tant que remplaçant (0 matchs disputés), Diosvelis Guerra joue son premier match avec l'équipe de Cuba à l'occasion d'une rencontre amicale, face au Panama, le 20 août 2014. Il est ensuite titularisé à son poste lors de la Coupe caribéenne des nations 2014 (4 matchs disputés) puis durant la Gold Cup 2015 (4 matchs).